# Paul Masvidal
Paul Albert Masvidal (20 januari 1971) is een Amerikaans gitarist en zanger. Hij is een van de oprichters van de progressieve metalband Cynic en de alternatieve rockband Æon Spoke. Hij speelde ook samen met Sean Reinert (drummer van Cynic) mee in het album Human (1991) van de band Death en in het album Emergent van Gordian Knot.
Masvidal speelde mee op het album Deconstruction van Devin Townsend als gastzanger in het nummer "Sumeria", samen met Joe Duplantier van Gojira. Tevens heeft Masvidal de gitaarpartijen verzorgd op het tweede album van Master: 'On the Seventh Day God Created ... Master'.

## Persoonlijk leven
- Masvidal werd geboren in Puerto Rico, maar groeide op in Miami. Hij woont nu in Los Angeles.
- Masvidal bracht in september 2014 naar buiten dat hij homoseksueel was, nadat hij dit in 1991 al aan zijn directe vrienden en familie bekend had gemaakt. De positieve reacties die hij hierop kreeg vanuit de wereld van heavy metal hebben hem in hoge mate verbaasd.[2]

## Discografie

### Death
- Human (1991)

### Cynic
- Focus (1993)
- Traced in Air (2008)
- Re-Traced (2010)
- Carbon-Based Anatomy (2011)
- The Portal Tapes (2012)
- Kindly Bent To Free Us (2014)
- Uroboric Forms – The Complete Demo Recordings (2017)
- Traced in Air Remixed (2019)
- Ascension Codes (2021)
- Ascension Codes (Instrumentals) (2022)
- ReFocus (2023)

### Æon Spoke
- Above The Buried Cry (2004)
- Æon Spoke (2007)
- Nothing (2012)

### Gordian Knot
- Emergent (2003)